# João II Comneno
João Comneno Ducas (em grego: Ιωάννης Κομνηνός Δούκας, transl.: Ioánnis Komninós Doúkas) (Constantinopla, 13 de setembro de 1087 —  Cilícia, 8 de abril de 1143), conhecido como João II Comneno foi um imperador bizantino, que reinou de 15 de Agosto de 1118 a 5 de Abril de 1143.
Também conhecido como Kaloioannis (Καλοϊωάννης) ou Caloianni , ou seja, João, o belo/bom. As crônicas da época o descrevem como moreno, de feições nada bonitas e de cabelos pretos, características que lhe valeram o apelido de O Mouro.

## Biografia

### Juventude
João II Comneno foi o terceiro filho, mas primeiro homem, do imperador bizantino Aleixo I Comneno e Irene Ducena. Desde criança teve ao seu lado como amigo de confiança e confidente um menino turco, de sua idade, João Axuco, que chegou a Constantinopla como prisioneiro e dado pelos cruzados a seu pai. O jovem João desfrutou do amor incondicional de seu pai, mas o mesmo não poderia ser dito de sua mãe Irene, nem de sua irmã Ana Comnena, que ao invés disso o desprezou e desacreditou com Aleixo, esperando que ele o eliminasse da linha hereditária imperial, para abrir espaço para Nicéforo Briênio, marido de Ana. No entanto, Aleixo I confiava em seu filho e, em qualquer caso, nunca teria permitido que a dinastia Comnena renunciasse voluntariamente ao trono de Bizâncio.

### Ascensão ao trono

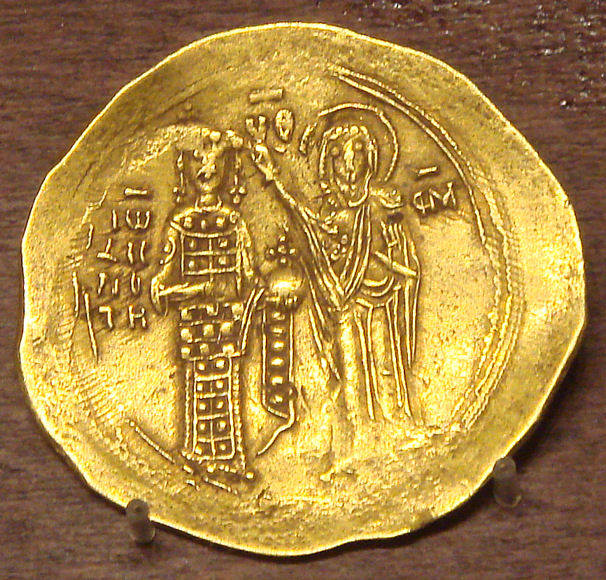
Moeda de ouro de João II Comneno, representado juntamente com a Virgem Maria.

No verão de 1118, Aleixo, muito doente, sentiu a morte se aproximando e não conseguia mais se levantar. Para poder respirar era obrigado a deitar-se, apoiado numa grande almofada. Transportado para o palácio Mangani, no final da tarde de 15 de agosto de 1118, chamou à sua presença o filho mais velho. Confiando-lhe o seu anel imperial, ordenou-lhe que fosse imediatamente consagrado basileu dos bizantinos. A toda pressa, João dirigiu-se à basílica de Santa Sofia, onde, com uma cerimônia muito rápida, foi nomeado imperador bizantino pelo patriarca João IX.
Quando ele voltou ao palácio, a guarda privada imperial dos varangianos , por ordem da basilissa Irene, o impediu de entrar. Ao ver o anel imperial, entretanto, eles se desculparam e o deixaram passar, ajoelhando-se enquanto ele passava. 
Irene, ignorando os últimos desejos do marido, pediu que o marido de Ana fosse proclamado imperador. Nicetas Choniates nos conta em suas crônicas que Aleixo sorriu e agradeceu a Deus porque sua esposa não soube a tempo da coroação de João.  Ele morreu algumas horas depois, sabendo que seu filho traria grande estabilidade ao Império Bizantino. Ele foi enterrado no mosteiro dedicado a Cristo Filantropo, mas o novo basileu não compareceu ao funeral, temendo um atentado contra sua vida.

### Ataques de Ana Comnena

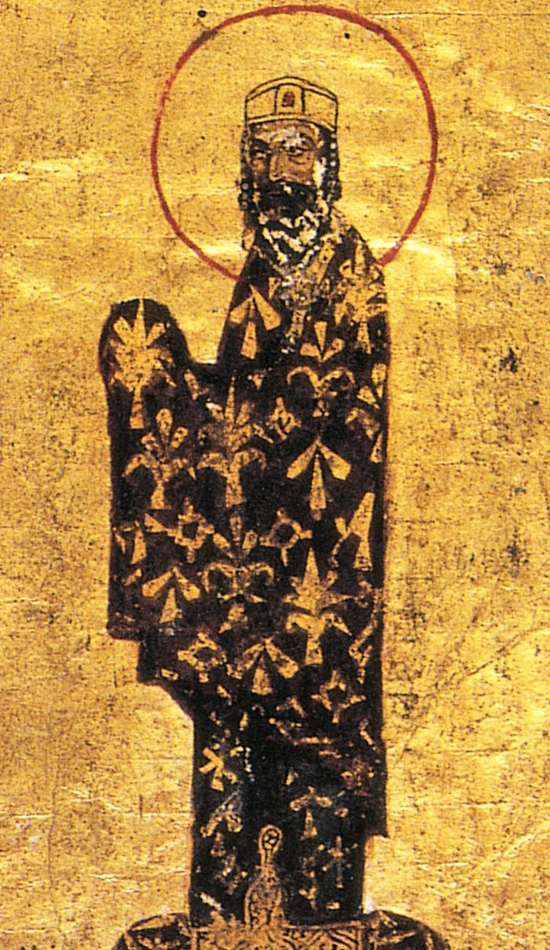
Aleixo I Comneno, pai de João II e Ana Comnena.

Ao longo de sua vida, Ana Comnena, a filha mais velha de Aleixo, manteve forte oposição a João. Seu ódio inicial surgiu do fato de que aos cinco anos ela havia sido prometida em casamento ao filho de Miguel VII Ducas, Constantino e - em teoria - ela se tornaria assim a futura basilissa. Constantino, no entanto, morreu ainda criança e ela foi então prometida a Nicéforo Briênio, filho daquele Nicéforo que cerca de vinte anos antes havia tentado tomar o trono de Bizâncio e que em 1111 foi nomeado César por Aleixo I.
No entanto, Ana nunca desistiu de assumir o trono, nem mesmo após a morte de seu pai e de fato no dia do funeral ela enviou assassinos para assassinar seu irmão. No entanto, eles falharam em sua intenção e foram mortos pelos guardas varangianos.
Mais determinada do que nunca, ela então organizou outra conspiração, mas seu marido, por medo, não participou dela, porém ela agiu da mesma forma na companhia de outros conspiradores.  Mais uma vez seu plano falhou: os guardas varegues frustraram o ataque novamente e a prenderam, junto com seus capangas. 
Apesar de tudo, João mostrou-se indulgente: nenhuma sentença foi imposta a Nicéforo Bryennius e ele, agradecido, o serviu lealmente até sua morte em 1136. Todas as terras e bens foram confiscados de sua irmã, que foi banida da corte. Humilhada e abandonada por todos, tornou-se freira. Pelo resto de sua vida, ele se dedicou à biografia de seu pai (a famosa Alexíada).

### Início do reinado
Durante seu reinado, o basileu também teve outro apelido (além de o Mouro , que não durou muito), que se tornou muito mais popular, ou seja, "o Belo" ; não por causa de sua aparência, mas por causa de seu caráter. Na verdade, João não suportava pessoas que não fossem sérias e fossem apegadas ao luxo. Por isso era muito popular, e querido por toda a sua população. Era apreciado não só porque frequentemente distribuía doações ao povo, mas também porque não era hipócrita, acreditava sinceramente nos valores da igreja ortodoxa, era um juiz justo e clemente; qualidades estas são bastante raras para um homem de poder.
Normalmente ele não escolhia seus conselheiros entre os familiares e o de maior confiança entre eles era Axuch, seu amigo de infância, que era nomeado Grande Doméstico (ou seja, comandante do exército imperial)
. 
Como era tradição de sua família, ele tinha alma de soldado. O tio-avô, o pai e mais tarde também o filho foram ativos nos assuntos militares, mas enquanto o pai se limitava a manter uma atitude defensiva, João assumia uma atitude mais marcadamente ofensiva: o seu sonho era reconquistar todas as terras do Império Bizantino, naquela época ainda nas mãos dos muçulmanos, e restaurar o império à sua antiga glória. Seus súditos pensavam que sua vida era apenas uma campanha militar prolongada: em seus 22 anos de governo, ele passou mais tempo no exército do que na corte comnena.
Cedo demonstrou grandes qualidades e foi o protótipo do soldado imperador , corajoso, audacioso e de total integridade moral. Ele era considerado por seus súditos como o maior dos Comneni e também como o Marco Aurélio de Constantinopla . Mas as fontes históricas e em particular os escritos dos historiadores João Cinamo e Nicetas Coniates, como os do poeta Teodoro Prodromo, carecem essencialmente de objetividade. Os historiadores modernos o consideram com muito mais cautela, considerando seus resultados pouco eficazes.

### Primeira Campanha na Ásia Menor

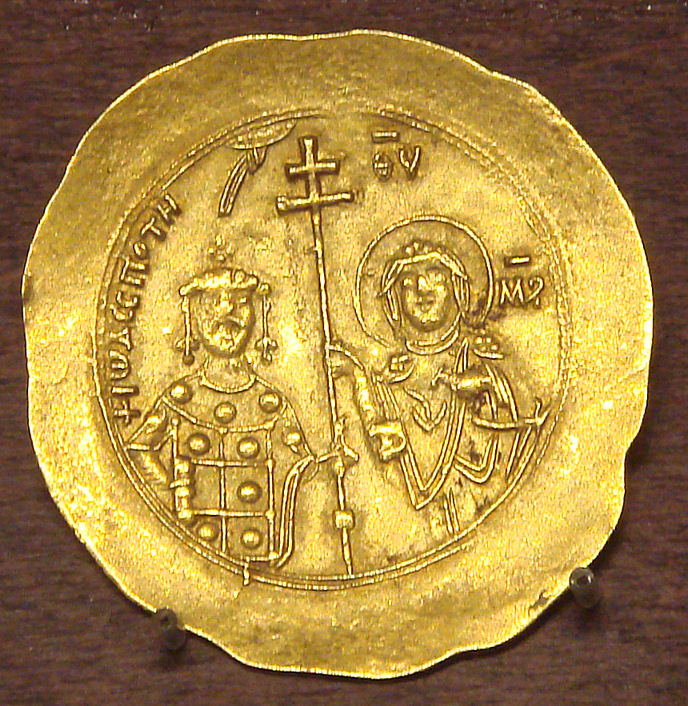
Moeda de ouro de João II Comneno, representada juntamente com a Virgem Maria.

Os estados europeus, naquele período, não representavam uma ameaça real, pois estavam frequentemente em guerra entre si.  Graças a esta configuração de poderes, o imperador conseguiu concentrar as forças do Império Bizantino para lançá-las na reconquista da Ásia Menor: na península ele tinha sob controle as costas norte, oeste e sul até o rio Meandro,  mas Antália era acessível apenas por mar.  Ele queria fazer esta expedição contra os turcos, não só para ampliar os territórios do império, mas também porque os turcos haviam violado o tratado de paz assinado com seu pai. 
Desembarcado na Ásia Menor à frente de um grande exército, atacou sem hesitar os turcos seljúcidas, derrotando-os várias vezes, conseguindo expulsá-los para além do rio Meandro, conquistando depois Laodicéia,  e depois anexando Antália ao Império Bizantino. No final do outono, junto com Axucho, ele voltou triunfante para Constantinopla.

### Guerra nas fronteiras europeias
João não teve que temer ameaças particulares da Europa cristã e isso lhe permitiu fortalecer as fronteiras do Império. De fato, um grave perigo espreitava às portas: os pechenegues haviam se rebelado e devastado a Macedônia e a Trácia.  O imperador reuniu seu exército e os derrotou habilmente em uma campanha relâmpago em agosto de 1122 perto de Stara Zagora.  Muitos pechenegues foram deportados como colonos, e outros foram colocados no exército bizantino. 
Alguns anos depois, ele interveio contra os sérvios de Ráscia, que foram derrotados junto com dálmatas e croatas e forçados a reconhecer a autoridade bizantina. 
Entre 1124 e 1128 também lutou com sucesso contra os húngaros,  apesar de João ter se casado com uma filha (Piroska, mais tarde chamada de Irene) do rei Ladislau.

### Hostilidades com Veneza

Bandeira da República de Veneza.

Em 1122, a República de Veneza declarou guerra ao Império Bizantino. O motivo do conflito foi o não reconhecimento aos venezianos das concessões de isenção de impostos, previamente estabelecidas por seu pai Aleixo I.  Quando o doge Domenico Michele pediu a reconfirmação desses direitos, João respondeu com uma recusa clara. 
A guerra era inevitável e em 8 de agosto de 1122, 71 navios de guerra sob o comando do doge zarparam do porto de Veneza, com destino a Corfu.  A cidade foi sitiada por seis meses, mas sem resultados. Percebendo que não poderiam conquistá-la, os venezianos dirigiram-se para as ilhas do mar Egeu. Em três anos eles conquistaram Rodes, Quios , Samos , Lesbos e Andros.  Não satisfeitos, eles se dirigiram para Cefalônia, mas João enviou seus embaixadores para encontrá-los prometendo reconhecimento de seus privilégios anteriores com a condição de que eles devolveriam as ilhas que haviam conquistado ao Império Bizantino e forneceriam ajuda marítima para uma futura campanha bizantina contra os turcos.  Veneza aceitou, evitando assim a continuação de uma guerra cara e perigosa. 
O imperador, no entanto, incentivou e aumentou o comércio com Pisa e Gênova para combater o monopólio veneziano no Mediterrâneo.

### Segunda Campanha na Ásia Menor

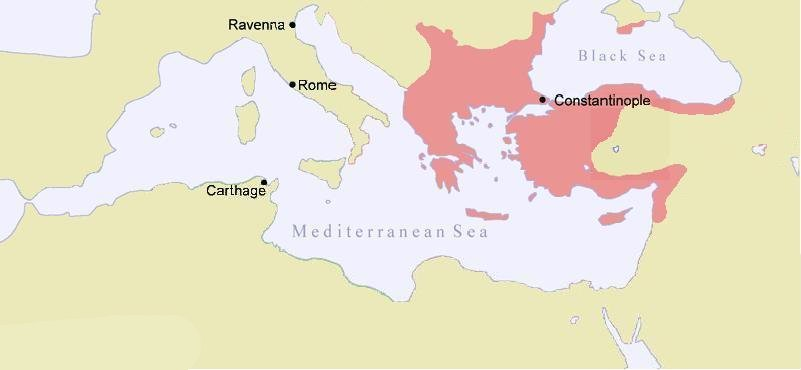
O Império Bizantino após a morte de João II Comneno.

Entre 1130 e 1135, João com um grande exército desembarcou novamente na Ásia Menor e liderou cinco campanhas sucessivas contra o emir turco Danismende Gazi , que se tornara senhor de grande parte da Ásia Menor.  Todas as cinco campanhas foram vitoriosas e por isso, em 1133, em seu retorno a Constantinopla, foi encenado um triunfo digno do antigo Império Romano,  exceto que a carruagem com os quatro cavalos brancos que carregava o imperador foi adornada não com ouro, mas com prata. Esta escolha foi feita por razões econômicas contingentes, mas as decorações expostas na cidade foram inspiradas na magnificência romana: as ruas eram uma profusão de tecidos (damascos e brocados) e preciosos tapetes exibiam-se nas portas das casas. Escadas foram erguidas para acessar as muralhas teodosianas, até Santa Sofia, por onde passaria a procissão, e quando a festa começou, os degraus se encheram de gente aplaudindo.  O imperador avançou orgulhosamente pelas ruas da cidade, segurando na mão direita o ícone sagrado da Virgem Maria, que ele carregava consigo em todas as suas campanhas, enquanto na mão esquerda ele levantava uma cruz. 
No ano seguinte, ele retornou à Ásia Menor e conduziu outra campanha vitoriosa, coroada pela morte do próprio Emir Gāzī, e nos primeiros meses de 1135 ele então retornou a Constantinopla.
Em apenas cinco anos havia reconquistado boa parte da Ásia Menor, com os territórios que Bizâncio havia perdido no século passado. João não tinha mais rivais; na Europa a situação era calma e uma derrota esmagadora acabava de ser infligida aos turcos. Ele pôde assim se preparar para retomar os territórios que considerava bizantinos por direito, mesmo que estivessem sujeitos ao poder dos cruzados: o reino armênio da Cilícia e o principado normando de Antioquia, fundado por Boemundo I de Antioquia.

### Fim da ameaça siciliana

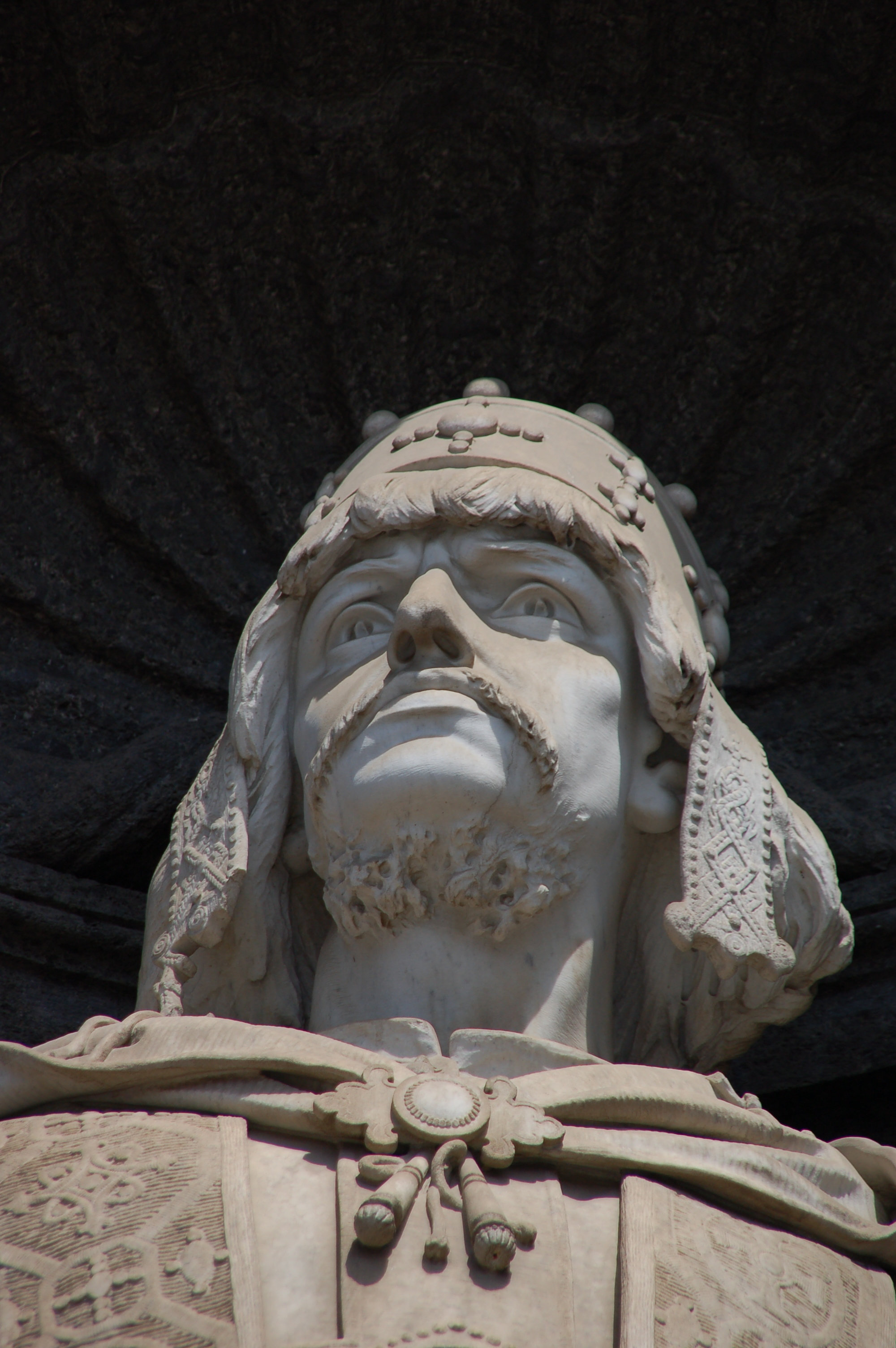
Estátua de Rogério II.

Em 1130, a ascensão ao trono siciliano de Rogério II não foi bem aceita por João. De fato, o novo rei poderia reivindicar direitos sobre Antioquia e ser o futuro rei de Jerusalém.
O imperador também sabia que Rogério tinha planos para o trono de Constantinopla, então pagou ao imperador Lotário II da Alemanha para travar uma guerra contra os sicilianos. Lotário aceitou, também porque ao fazê-lo teria a oportunidade de liderar uma lucrativa campanha militar contra o Reino da Sicília, com o dinheiro do Império Bizantino.

### Guerra contra os estados cruzados
Com o perigo potencial do reino da Sicília do horizonte bizantino tendo recuado, sua atenção voltou-se para os estados cruzados da Síria e da Palestina. As operações começaram em 1137: João dirigiu-se ao reino armênio à frente de um grande exército, pronto para entrar em batalha.  Desta vez, suas tropas não eram compostas apenas por soldados bizantinos profissionais, mas também por várias unidades aliadas, incluindo uma de pechenegues, uma de turcos e uma de armênios, todas hostis à família Ruben. 
Em pouco tempo, o exército bizantino capturou as cidades de Adana, Tarso e um pouco depois quase toda a Cilícia. Leão, rei da Armênia Menor, retirou-se para as montanhas Taurus junto com seus dois filhos, deixando assim de ser uma ameaça para os bizantinos. O imperador então iniciou seu avanço em direção ao Principado de Antioquia, conquistando em pouco tempo Isso e depois İskenderun,  vindo a posicionar seu exército nos portões de Antioquia, iniciando então uma carga de trabucos para lançar pedras contra a cidade. 

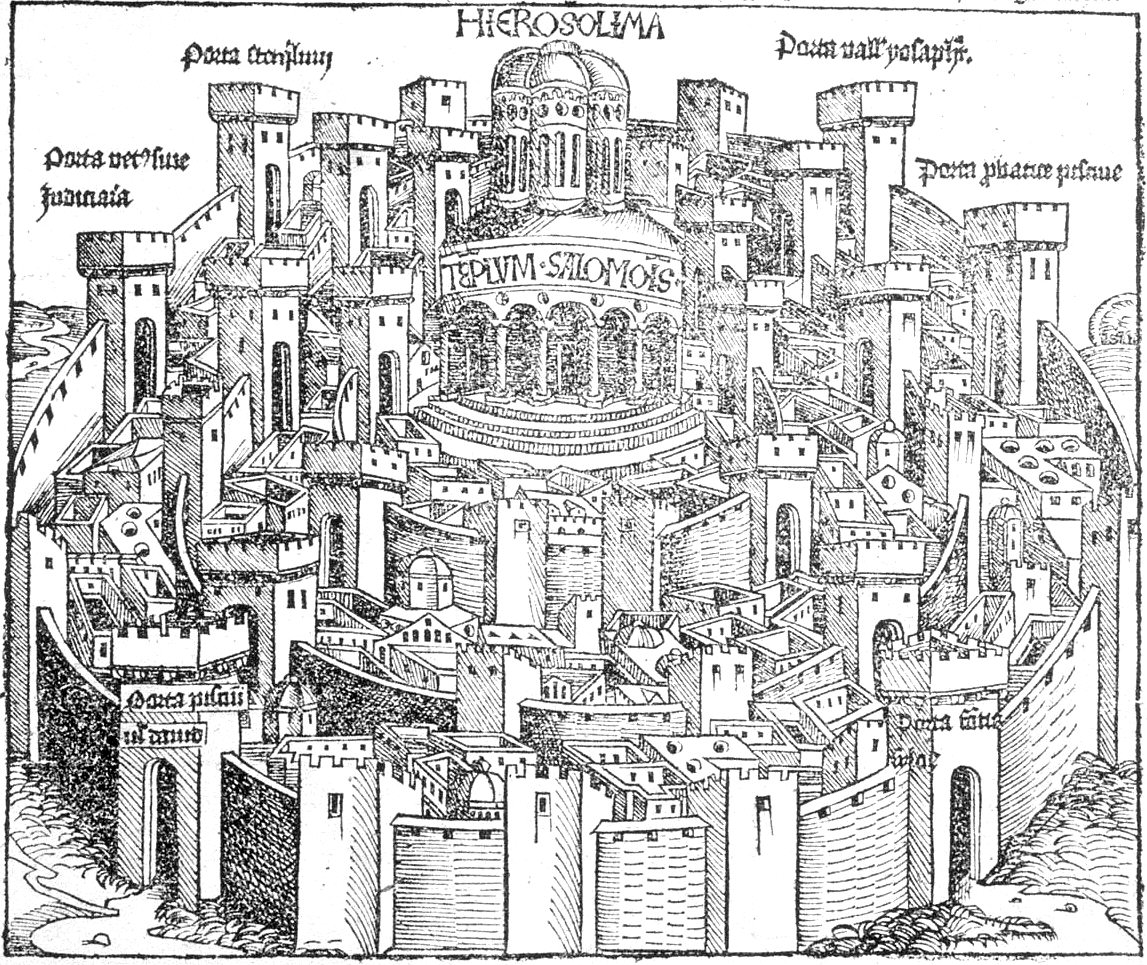
Antiga representação de Jerusalém.

Raimundo de Poitiers, príncipe de Antioquia, enviou um emissário a João pedindo-lhe que o tornasse seu vigário imperial em troca de se submeter à sua autoridade. João não aceitou e impôs uma rendição incondicional. Raimundo respondeu que não poderia entregar a cidade sem primeiro ter pedido o consentimento do rei de Jerusalém Fulque , que - para espanto daqueles que não se lembravam (ou não queriam se lembrar) do juramento de vassalo feito a Aleixo I por Bohemond de Taranto - respondeu que Antioquia era historicamente parte do Império Bizantino e seu imperador, portanto, tinha o direito de recuperá-la. 
Em 29 de agosto de 1137, Antioquia rendeu-se a João; não negando seu caráter, ele evitou derramamento de sangue, impedindo que seus soldados atacassem.  Raimundo entregou as chaves da cidade depois de ter obtido a promessa de receber como feudo as cidades que o exército bizantino - com a ajuda das forças cruzadas - havia conseguido conquistar, nomeadamente Alepo, Xaizar , Emesa e Hama.  Além disso, o patriarca latino de Antioquia foi substituído por um ortodoxo.

### Guerra contra os muçulmanos

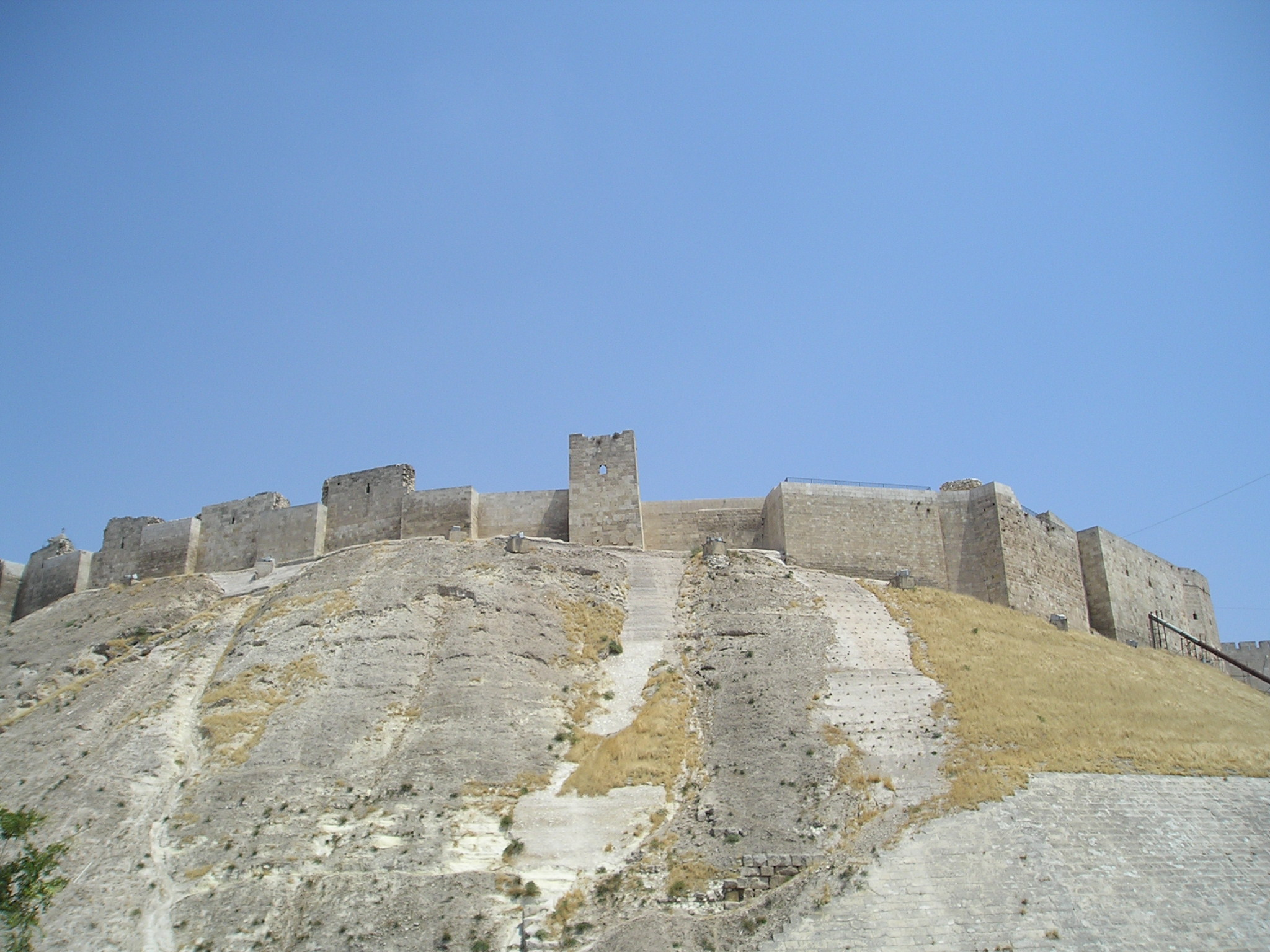
As antigas muralhas da cidade de Alepo.

Após este sucesso, liderando seu exército, ele voltou para a Pequena Armênia, onde em muito pouco tempo capturou todos os príncipes armênios e os transportou para as prisões de Constantinopla.
Ele ainda não se sentia pronto para invadir a Síria e ordenou que seus vassalos cruzados unissem seus exércitos aos bizantinos.  Em março de 1138 ele chegou a Antioquia, onde dois contingentes de Templários estavam estacionados, um comandado por Raimundo e o outro por Juscelino de Courtenay, Conde de Edessa. João não confiava particularmente nos dois, dada a falta de simpatia que sempre demonstraram pelo império.

#### Cerco de Xaizar

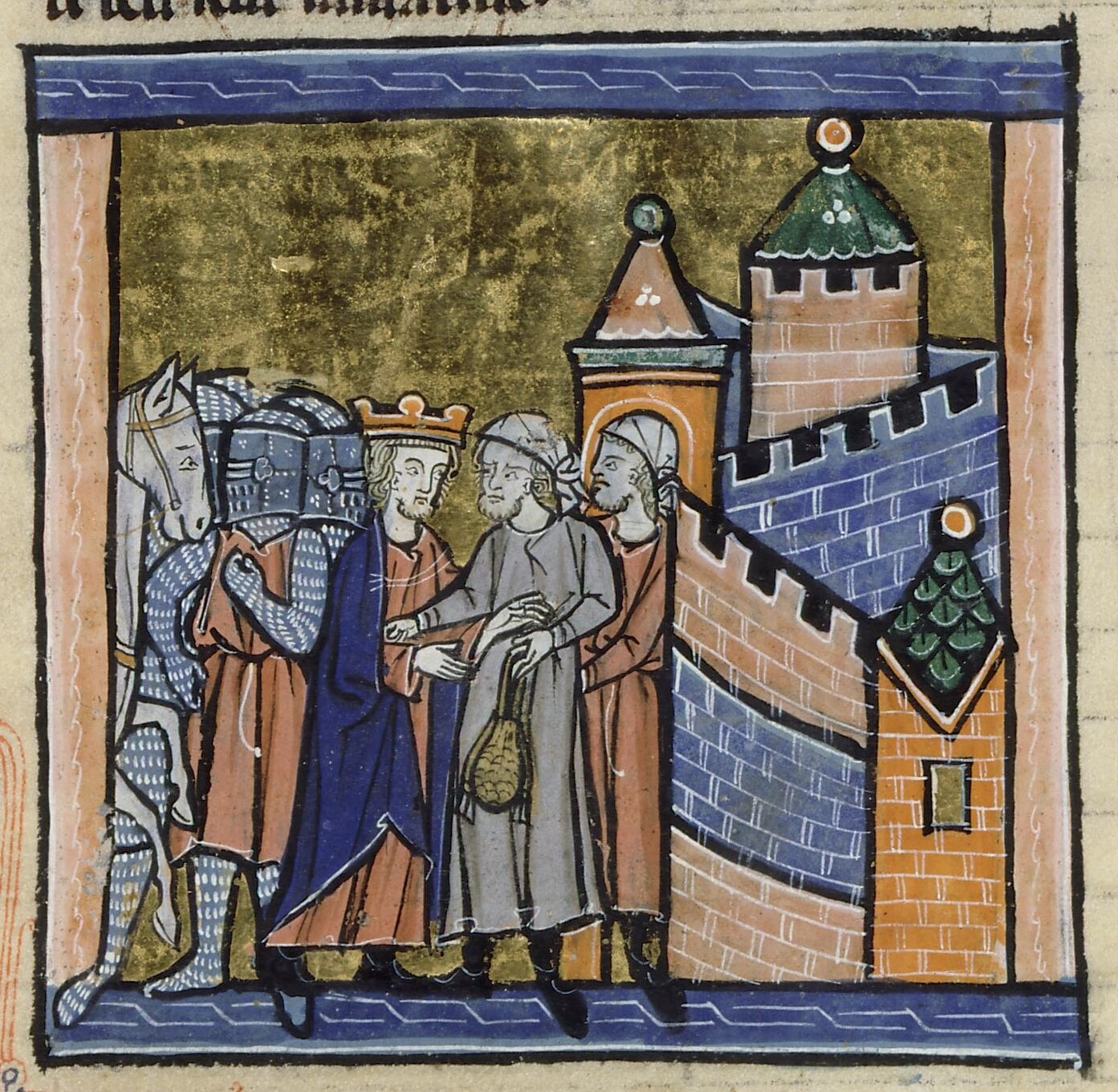
João Comneno e suas tropas cercando Xaizar.

A campanha contra os muçulmanos começou com algumas vitórias para os bizantinos, que conseguiram conquistar pequenas cidades fortificadas. João preferiu evitar o confronto com a cidade de Alepo, que estava na mão dos zênguidas, naquele momento difícil de conquistar sem causar pesadas perdas nas fileiras de seu exército. Assim, elaborou uma estratégia de conquistar as cidades vizinhas, para assim isolar a capital e enfraquecê-la pela falta de suprimentos. Ele então se dirigiu para a cidade-fortaleza de Xaizar, que controlava todo o vale do Orontes (atual Nahr al-ʿAsī),  para bloquear o exército dos zênguidas, senhores de Alepo.
João mandou cercar a cidadela e deu ordem ao seu exército para iniciar o cerco, mas enquanto a batalha se desenrolava, o que ele mais temia aconteceu pontualmente: nem Raimundo, nem Juscelino, quiseram lutar com ele por motivos triviais de ciúme e ódio não expresso contra ele. 
Quando chegou a notícia de que os zênguidas se aproximavam, nada mais restava a fazer senão levantar acampamento e limpar o terreno, temendo entre outras coisas perder seus preciosos trabucos, tão essenciais nos cercos.  Por sorte, antes de dar a ordem de retirada, o senhor muçulmano de Xaizar (que não sabia da chegada iminente dos zênguidas) ofereceu paz a João, resignando-se a tornar a cidade tributária do Império Bizantino, e também garantindo João a restituição da cruz perdida por Romano IV Diógenes em Manzicerta em 1071.  O imperador aceitou e imediatamente se retirou para Antioquia, evitando prudentemente colidir com o exército inimigo que se aproximava.

#### João II em Antioquia

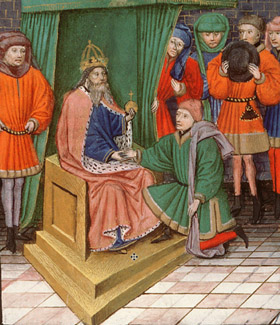
João II, em audiência com Raimundo.

Tendo triunfalmente na cidade, que para sua chegada havia sido toda festivamente decorada, convocou os seus vassalos latinos e proclamou a necessidade de continuar a guerra contra os árabes. A partir de então, o planejamento de todas as campanhas militares foi feito em Antioquia.
Ele obrigou Raimundo a ceder a cidade ao Império Bizantino e as crônicas da época, mesmo que não relatem a reação de Raimundo a este pedido, contam que Juscelino pediu uma reunião com o basileu para que todos os barões pudessem discutir o assunto.
Realizada esta reunião, Juscelino propôs a Raimundo espalhar na cidade o (falso) boato segundo o qual o imperador pretendia expulsar todos os latinos e que por isso era necessário atacá-lo imediatamente para apanhá-lo desprevenido. 
O motim logo estourou e Juscelino voltou ao palácio fingindo que havia escapado por pouco de ser linchado. João entendeu que as coisas iam mal: seu exército estava a dois quilômetros de Antioquia e sua vida corria perigo. . Ele, portanto, contentou-se com a renovação do juramento de todos os barões latinos e partiu em seu caminho de volta. Enquanto viajava para Constantinopla, ele lutou contra os turcos, que novamente invadiram os territórios bizantinos e foram vitoriosos. Finalmente, no final da primavera de 1139, o imperador voltou para casa após três anos de guerra
.

### Relações com a Igreja Católica

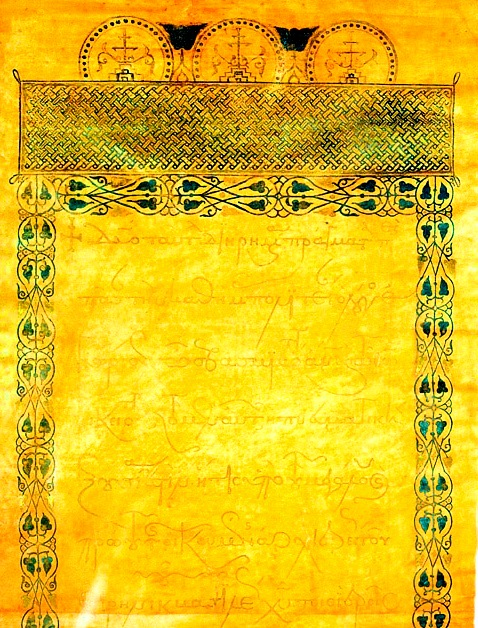
Carta solene assinada por João II Comneno e pelo Papa Inocêncio II.

Após o cisma de 1054 devido à excomunhão do patriarca grego Miguel Cerulário, vários papas tentaram restabelecer relações com a Igreja Bizantina. Uma carta solene, escrita pelo basileu ao Papa Inocêncio II em abril de 1143, demonstra o quanto João II estava ansioso para alcançar a unidade entre as duas Igrejas.
De acordo com o imperador, clérigos e teólogos bizantinos mostraram-se dispostos a reexaminar as questões polêmicas com a Igreja romana, em clima de maior abertura e espírito de reconciliação. O diálogo entre as duas igrejas também foi favorecido pelo fato de Bizâncio, naqueles dias, devido à sua afortunada posição geográfica situada entre o Oriente e o Ocidente, ter se tornado a encruzilhada do comércio e do comércio envolvendo vários estados e regiões da Europa e ali se podia conhecer facilmente pessoas que vieram da Rússia , Veneza, Amalfi e também comerciantes ingleses, genoveses e franceses.
Os fiéis cristãos, tanto de rito latino como de rito grego, encontravam-se e conversavam sem hostilidade, antes com respeito mútuo e, segundo os historiadores, o reinado de João II Comneno foi também caracterizado pela instauração de fundações religiosas.
A carta, escrita primeiro em grego e depois em latim, traz a assinatura manuscrita do imperador.

### Última campanha e morte

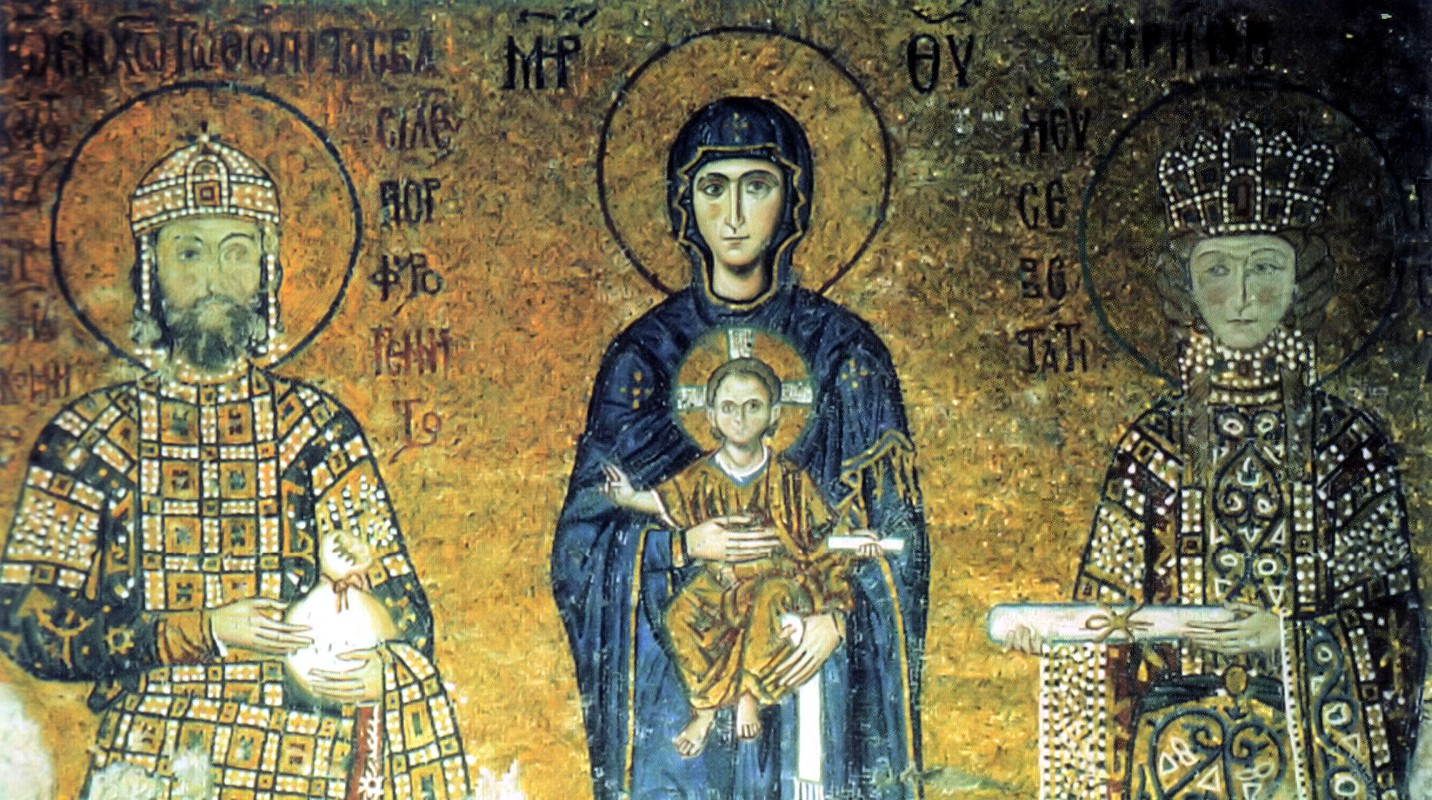
João II e sua esposa Piroska. Mosaico dentro de Santa Sofia.

Depois de apenas quatro anos, todas as conquistas feitas na Síria por João haviam sido anuladas e os cruzados voltaram a perder o controle dos territórios do norte do Mar Mediterrâneo, sofrendo a reação dos muçulmanos.
Ele então teve que partir novamente, na primavera de 1142, para defender os territórios conquistados, acompanhado de seus quatro filhos. No entanto, seu herdeiro do trono, Aleixo, chegou a Antália e morreu de febre repentina em 2 de agosto.  Ele ordenou que seu segundo filho Andrônico e seu terceiro filho Isaac levassem o corpo de seu irmão para Constantinopla para dar-lhe um enterro adequado.  Durante a viagem, no entanto, Andrônico também morreu da mesma doença que atingiu Aleixo. Quando a notícia chegou a um triste João, sua dor era insuportável: ele havia perdido dois filhos em poucos dias. 
Ele queria continuar a campanha pelo bem do império, e chegou a Antioquia, quando soube que Raimundo de Poitiers havia se rebelado contra ele. Ele então enviou-lhe um ultimato, ordenando-lhe que se rendesse.  Raimundo se encontrava em uma situação difícil porque se entregasse a cidade ao imperador, sua esposa Constança o destronaria, enquanto a outra possibilidade era a guerra. Enquanto isso, chegou o inverno e João decidiu retornar à Cilícia para retomar a ofensiva na primavera, já que o cerco de Antioquia poderia durar muito. 

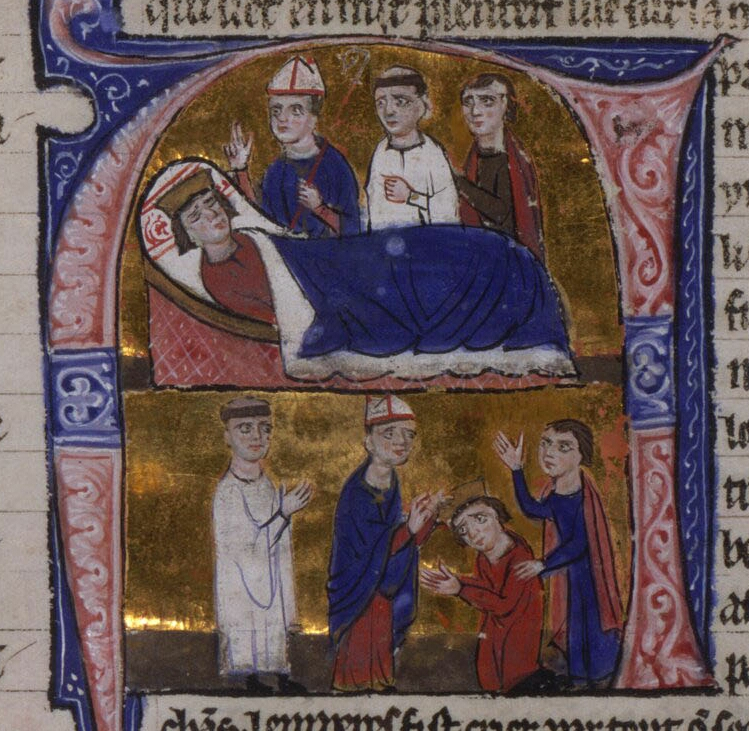
Morte de João, e coroação de seu filho Manuel I Comneno.

Em março de 1143, em uma viagem de caça trivial, o imperador foi ferido por uma flecha envenenada . Sentindo a morte próxima, em 5 de abril, domingo de Páscoa, ele reuniu seus conselheiros ao redor de sua cama e os informou que seu herdeiro ao trono não seria seu terceiro filho Isaac, mas seu quarto filho Manuel I Comneno. 

Recebe, pois, o menino [Manuel] como senhor ungido por Deus e como governante por minha decisão. [...] Manuel imperador dos romanos

João II Comneno
Ele então tirou a coroa de sua cabeça e a colocou na cabeça de Manuel. Ele morreu três dias depois e Manuel providenciou seu enterro. Seu corpo foi transportado para Constantinopla pelo novo imperador e filho, Manuel I, que o enterrou ao lado de seus dois irmãos mortos.
João II Comneno foi um grande imperador e reviveu o império no Oriente. Sua morte inesperada aos 53 anos interrompeu o ímpeto bizantino em direção ao leste, impedindo que a Anatólia retornasse sob a suserania do Império Bizantino.

## Família
Casou-se com Piroska da Hungria, que se converteu à fé ortodoxa depois de mudança para Constantinopla e foi renomeada "Irene". Ela e João tiveram oito filhos e a principal fonte para seus nomes é a "Crônica" de Nicetas Coniates:
- Aleixo Comneno (fevereiro de 1106 - 1142), co-imperador entre 1122 e 1142. Seu nascimento também foi registrado na Alexíada de Ana Comnena;
- Maria Comnena (gêmea de Aleixo), que se casou com o João Rogério Dalasseno.
- Andrônico Comneno, morto em 1142;
- Ana Comnena, que se casou com Estéfano Contestefano;
- Isaac Comneno, morto em 1154;
- Teodora Comnena, morta em 12 de maio de 1157, casada com Manuel Anemas;
- Eudóxia Comnena, casada com Teodoro Vatatzes;
- Manuel I Comneno, morto em 1180, imperador bizantino entre 5 de abril de 1143 e 24 de setembro de 1180.

## Galeria de Imagens

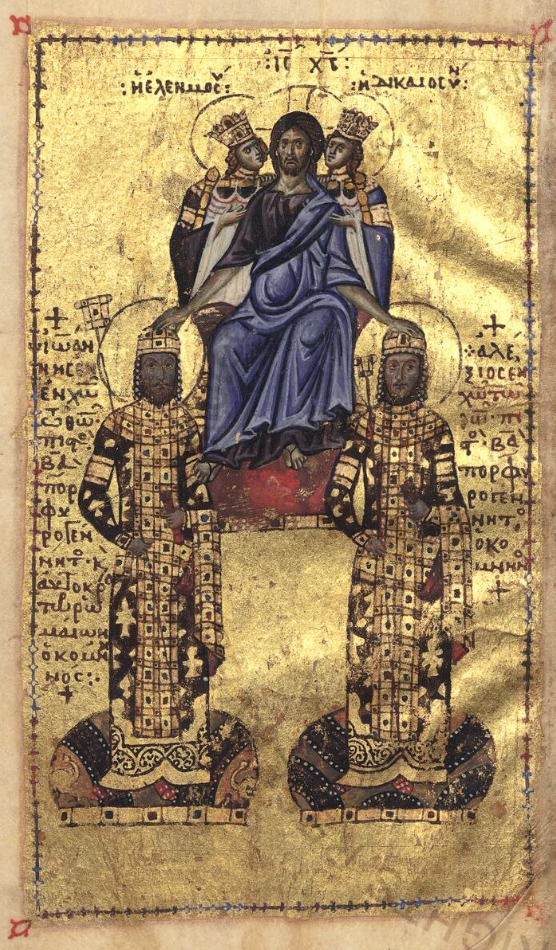
Miniatura de cerca de 1125, representando o imperador João II Comneno, com seu filho Aleixo Comneno .
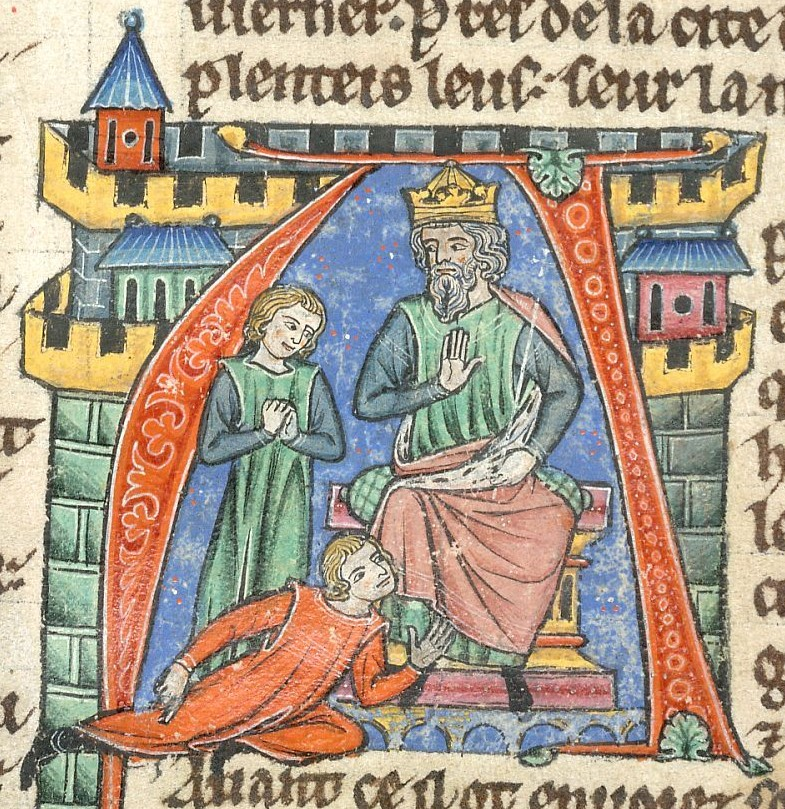
João II Comneno em uma miniatura do século 13.
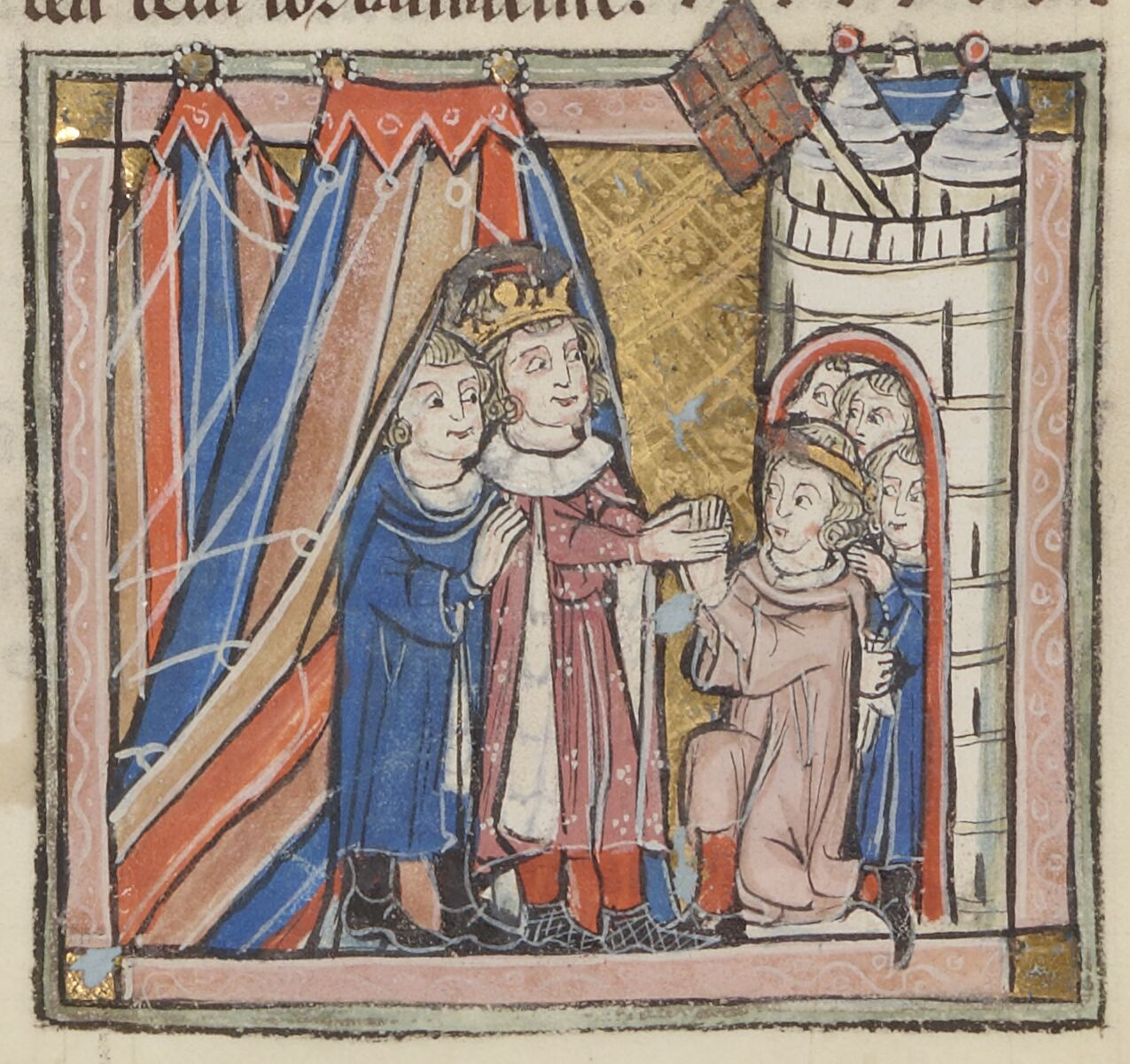
A chegada de João II Comneno à Antioquia.
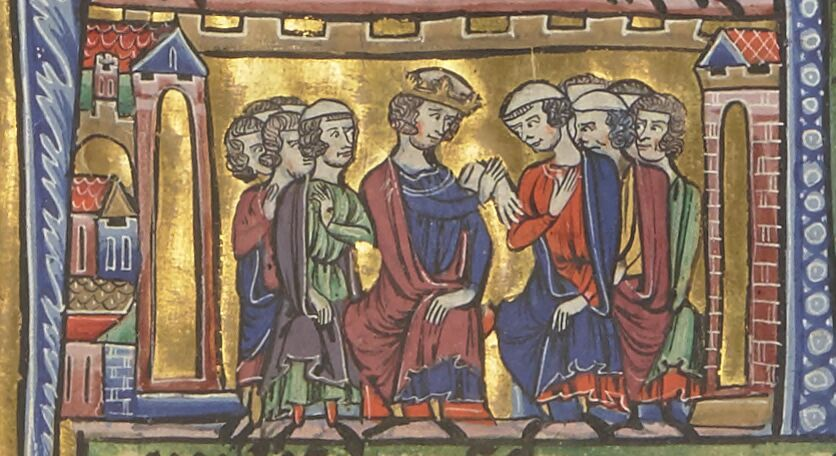
João II Comneno e Raimundo de Poitiers.